# Basketbol Süper Ligi MVP finali
Il Basketbol Süper Ligi MVP finali è il premio conferito dalla Basketbol Süper Ligi al miglior giocatore delle partite finali per il titolo.

## Vincitori
| Stagione | Nazionalità   | Giocatore         | Squadra       |
| -------- | ------------- | ----------------- | ------------- |
| 2008-09  | Stati Uniti   | Bootsy Thornton   | Efes Pilsen   |
| 2009-10  | Stati Uniti   | Tarence Kinsey    | Fenerbahçe    |
| 2010-11  | Turchia       | Oğuz Savaş        | Fenerbahçe    |
| 2011-12  | Porto Rico    | Carlos Arroyo     | Beşiktaş      |
| 2012-13  | Stati Uniti   | Jamont Gordon     | Galatasaray   |
| 2013-14  | non assegnato | non assegnato     | non assegnato |
| 2014-15  | Turchia       | Bobby Dixon       | Karşıyaka     |
| 2015-16  | Italia        | Luigi Datome      | Fenerbahçe    |
| 2016-17  | Serbia        | Bogdan Bogdanović | Fenerbahçe    |
| 2017-18  | Stati Uniti   | Brad Wanamaker    | Fenerbahçe    |
| 2018–19  | Turchia       | Shane Larkin      | Anadolu Efes  |
| 2019–20  | non assegnato | non assegnato     | non assegnato |
| 2020–21  | Francia       | Rodrigue Beaubois | Anadolu Efes  |
| 2021–22  | Rep. Ceca     | Jan Veselý        | Fenerbahçe    |
| 2022–23  | Serbia        | Vasilije Micić    | Anadolu Efes  |
| 2023–24  | Stati Uniti   | Nigel Hayes-Davis | Fenerbahçe    |